# Уайт, Эллен (проповедница)
Эллен Гулд Уайт (англ. Ellen Gould White; в СССР и РФ известна как Елена Уайт или Елена Г. Вайт; урождённая Гармон (Harmon); 26 ноября 1827 — 16 июля 1915) —  одна из соорганизаторов Церкви адвентистов седьмого дня.

## Биография
Уайт родилась в семье фермеров Роберта и Юники Гармон. Раннее детство Эллен прошло в городке Горем (штат Мэн). В родительской семье было 8 детей: Каролина (1812—1883), Хэрриет (1814 — до 1883), Джон (1815—1883), Сара (1822—1868), Мэри (1823—1912), Роберт (1825—1853), Элизабет (1827—1891), Эллен (1827—1915).
В семье все были потомственными членами Методистской церкви. В дошкольном возрасте Эллен с родителями переехала в городок Портленд (штат Мэн).
В 1846 году вышла замуж за Джеймса Уайта (1821—1881). В семье родилось четверо сыновей: Генри (1847—1863), Эдсон (1849—1928), Уильям (1854—1937), Герберт (1860 год, прожил 2,5 мес.). В 1848—1855 годы семья Уайт проживала в Рокки-Хилл, Рочестер.
В 1854 году Эллен перенесла инсульт. Вот как она пишет об этом в своей книге «Свидетельства для Церкви»: «Приблизительно через три недели я лишилась чувств, упала и пролежала почти без сознания около тридцати шести часов. Все боялись, что я не выживу, но в ответ на молитву сознание опять вернулось ко мне. Неделей позже парализовало левую половину моего тела. Я испытывала странное ощущение холода и оцепенения в голове и резкую боль в висках. Мой язык казался тяжелым, настолько одеревеневшим, что я не могла свободно разговаривать. Моя левая рука и вся сторона потеряли чувствительность». Доказательством этому является и диагноз врача, поставленный проповеднице незадолго до этого случая: «Вы очень больны и умрёте от апоплексического удара». Несмотря на перенесённый инсульт, женщина выжила.
В 1855 году семья поселилась на постоянное место жительства в городе Батл-Крик. Там в 1857 году построили дом для проживания семьи. В период между 1872 и 1881 годами Джеймс и Эллен Уайт часто отправлялись в Калифорнию, где периодически проживали на протяжении нескольких месяцев В 1881 году умер муж Джеймс, последующие годы Эллен Уайт провела в одиночестве.
В 1885—1887 годах осуществляла миссионерское служение, осуществив три миссионерских путешествия по странам Европы. Написала ряд книг.
1891—1900 годы Эллен Уайт провела на служении в Австралии.
В 1900—1915 годах проживала в имении Элмсхэйвен (город Сент-Хелина, округ Напа, штат Калифорния, США).
Умерла 16 июля 1915 года и была похоронена в семейной могиле на кладбище Оакс города Батл-Крик.

## Деятельность и служение
Эллен Уайт происходила из семьи потомственных членов Методистской церкви. Отец, Роберт Гармон на протяжении сорока лет был диаконом Методистской церкви. Родители воспитывали детей в религиозном духе и прививали им любовь к Богу и Его Слову -  Библии.
Миллеритский опыт
Эллен Уайт приняла учение о Втором пришествии Иисуса Христа во время серии проповедей Уильяма Миллера о Втором пришествии Христа в городе Портленде в 1840 году. Второй цикл лекций У. Миллер провел в Портленде в 1842 году. Водное крещение Эллен Уайт приняла на лагерном собрании миллеритов 26 июня 1842 года.
В 1843 году Эллен Гармон и её родительская семья были исключены из Методистской церкви по причине того, что они стали приверженцами миллеритского движения. Будучи приверженцами этого движения, Эллен Уайт и её семья перенесли особый духовный опыт в день Великого разочарования 22 октября 1844 года.
Ранний период Адвентистского движения
После Великого разочарования Миллеритского движения 22 октября 1844 года Эллен Уайт и её семья были в составе группы верующих, которая стала в авангарде нового Адвентистского движения. Эта группа верующих считала, что Миллеритов постигло разочарование из-за человеческой ошибки, полагая, что Бог не ошибается. Приверженцы этой группы находились в молитве к Богу, ожидая ответа на происходящее. На следующий день (23 октября 1844 года) после разочарования один из членов этой группы, Хайрам Эдсон, направляясь на молитвенную встречу, утверждал, что получил озарение через Святого Духа и пришёл к пониманию текста Дан. 8:14, который У. Миллер ошибочно отнёс ко Второму пришествию Христа.
Активистка в группе, которая стала ядром адвентистского движения
В начале группа проводила время в исследовании Библии и молитвах. Главная цель группы найти ответ на разочарование Миллеритского движения, к которому её члены раньше принадлежали.
В возрасте девяти лет Уайт ударили камнем в лицо. Это произошло, когда она жила в Портленде, штат Мэн, и, вероятно, посещала школу. Это, по ее словам, положило начало её обращению: «Это несчастье, которое какое-то время казалось таким горьким и которое было так трудно вынести, оказалось скрытым благословением. Жестокий удар, разрушивший земные радости, был средством обратить мой взор к небесам. Я могла бы никогда не познать Иисуса Христа, если бы печаль, омрачавшая мои ранние годы, не заставила меня искать утешения в нём».
Первое видение
Вскоре во время молитвенного собрания в декабре 1844 года молодая Эллен Гармон обрела особый опыт, утверждая, что получила своё первое видение от Господа. По её словам, ей было показано, что Бог не оставил свой народ, а продолжает вести их по узкой тропе к Новому Иерусалиму. Впоследствии она назвала это первое видение «Узкая тропа».
Последующие видения
На протяжении семидесятилетнего служения Эллен Уайт, согласно её свидетельству, получила 2000 видений и пророческих снов. Это были видения о служении Иисуса Христа в Небесном святилище, о необходимости соблюдать субботу из Десятисловия (Десяти Заповедей), и о других доктринах адвентизма, что положило начало её проповедническо-реформаторской деятельности.
Формирование вероучения будущей Церкви
В течение 1848—1850 годов первые адвентисты собирались для проведения, так называемых, «субботних конференций». Это были конференции по изучению Библии. За это время было проведено, по крайней мере, двадцать три подобных встречи: семь конференций — в 1848 году; шесть — в 1849 году; и десять — в 1850 году.
Поиск истины и доктринальное развитие происходило в определённом[что?] историческом контексте и было вызвано определёнными предпосылками[что?].
Об этом писала сама Эллен Уайт:
«Многие из нашего народа не осознают, насколько прочно заложено основание нашей веры. Мой муж, а также Джозеф Бэйтс, отец Пирс, пастор Хирам Эдсон и другие, столь же ревностные, благородные и истинные служители Христа, были среди тех, кто, пройдя через 1844 год, взыскали истину, как сокрытое сокровище».
Организация Церкви адвентистов седьмого дня
Эллен Уайт была в числе основателей и реформаторов Церкви адвентистов седьмого дня. В 1852 году были опубликованы её взгляды на создание церковной организации под названием «Евангельский порядок». При её поддержке и в результате её влияния и других адвентистских активистов были предприняты различные шаги в создании церковной организации.
В январе 1859 года в Адвентистском движении была принята всеобщая финансовая программа «Система добровольных пожертвований» (речь шла о пожертвовании десятины от своих доходов в пользу церкви).
В мае 1860 года была формально организована и регистрирована первая адвентистская община в городе Парквиле, США.
1 октября 1860 года новое движение приняло своё имя — «Церкви адвентистов седьмого дня».
В мае 1861 года общины штата Мичиган были объединены и была создана Мичиганская конференция церкви адвентистов седьмого дня. В мае 1861 года была организована Издательская ассоциация Церкви адвентистов седьмого дня.
В период 1861—1863 были организованы семь других конференций (объединений) в других семи штатах.
В мае 1863 года была организована Генеральная конференция Церкви адвентистов седьмого дня. Эта дата считается временем официального создания Церкви адвентистов седьмого дня.
Популяризация здорового образа жизни
Эллен Уайт заявила о её видениях о здоровом образе жизни в 1863 и 1865 гг., согласно которым было положено начало учению о реформе, касающейся  здоровья. Эллен Уайт в своих работах изложила принципы здорового образа жизни. В результате приверженцы Церкви адвентистов седьмого дня до сегодняшнего дня ведут здоровый образ жизни. По данным медиков церкви АСД, продолжительность жизни членов Церкви адвентистов седьмого дня на 6 лет больше средней и составила 83 года в 2015 году.
В результате её продвижения реформы здоровья было образовано много медицинских учреждений Церкви адвентистов седьмого дня. В 1866 году был открыт «Западный институт реформы здоровья» (позже — Батл-Крикский синитариум), Медицинский центр «Райская долина», в 1906 году — «Медицинский центр Лома-Линда» и другие.
Популяризация философии образования
Большая роль в становлении и развитии системы образования Церкви адвентистов седьмого дня принадлежит Э. Уайт. Она проявляла серьёзный интерес к тем реформам в образовании, которые имели место в обществе в середине XIX столетия. В своих трудах Э. Уайт уделяет важное место различным аспектам образования. Она подчеркивает важность развития Церковью христианского образования и призывала Церкви адвентистов седьмого дня создавать свои учебные заведения. При её жизни были созданы:
- Батл-Крикский колледж, ныне — Университет имени Эндрюса;
- Хилдсбургский колледж;
- Атлантик-Юнион-колледж;
- Авондейлский колледж;
- Вашингтон-трейнинг-колледж.

В 1872 году был открыт Батл-Крикский колледж, по сути первое учебное заведение Церкви адвентистов седьмого дня. Позже учебное заведение переехало на новое место и было переименовано в Университет имени Эндрюса. Сегодня в нем обучается 3500 студентов из более чем 100 стран мира, и несколько тысяч студентов обучаются во многих филиалах университета, находящихся в различных странах мира.
В 1882 году в Калифорнии, в 65 милях от Сан-Франциско, открылся Хилдсбургский колледж (позже Пасифик-Юнион-Колледж), который возглавил Браунсбергер. Опыт Батл-Крика научил Браунсбергера многому: он решил построить теперь учебную программу так, чтобы она помимо чисто теоретической подготовки включала в себя религиозный, производственный и физический аспекты обучения. Это привело к успешному развитию этого учебного заведения.
В 1882 году в городке Саус-Ланкастер в Новой Англии было основано еще одно учебное заведение — Колледж в Саус-Ланкастер в Новой Англии (позже Атлантик-Юнион_колледж). Во главе его встал также бывший руководитель Батл-Крикского колледжа Гудли Белл. Строя новое учебное заведение, Белл старался руководствоваться советами Э. Уайт. Теоретическая подготовка неразрывно была связана с практикой. Белл старался преподавать студентам знания, необходимые для поддержания здоровья, прививал любовь к труду. В частности, он ввел преподавание азов печатного дела, учил студентов ремонтировать обувь и т. д. Но превыше всего стояло изучение Библии. «Эта книга, — писал Белл, — которая стоит больше, чем все остальные, вместе взятые, заслуживает того, чтобы изучать её не один час в неделю».
В 1897 году в Австралии был создан Авондейлский колледж, как было заявлено — согласно видению Эллен Уайт. В этом колледже была реализована философия христианского образования, предложенная Э. Уайт. Следую её советам, этому колледжу удалось избежать в своем развитии крайностей, присущих адвентистскому колледжу в Батл-Крике: увлеченности академизмом, с одной стороны, и пренебрежения качественным уровнем образования в угоду якобы духовности и миссионерской направленности, с другой. Колледж Авондейл стал своего рода образцом для всех последующих образовательных учреждений в системе образования Церкви адвентистов седьмого дня. Преимуществами этого учебного заведения, которые наиболее ярко отражали видение образовательного процесса Э. Уайт, считались:
- расположение на просторном участке земли в сельской местности, что позволило построить просторный кампус с перспективой последующего развития;
- совмещение обучения и трудового воспитания учащихся;
- возможность развития производств и ферм (садоводческая, огородная, животноводческая и др.), что способствовало укреплению бюджета учебного заведения, а также оказания финансовой помощи нуждающимся студентам.

В 1904 году был также открыт Вашингтонский трейнинг-колледж (Washington Training College). Это учебное заведение меняло специфику своей деятельности и, соответственно, своё название. В 1907 году колледж был переименован в Вашингтонскую международную миссионерскую семинарию (Washington Foreign Mission Seminary), а в 1914 году — в Вашингтонский миссионерский колледж (Washington Missionary College). Затем, в 1961 году — в Колумбийский унион-колледж (Columbia Union College). И последнее изменение названия этого учебного заведения было в 2009 году, когда он стал Вашингтонским адвентистским университетом (Washington Adventist University).
Видение служения благовестия
Эллен Уайт способствовала изменению позиции о так называемой «закрытой двери», которой придерживались первые адвентисты, позаимствовав её из предыдущего миллеритского движения, в соответствии с которой благодать для грешников уже была закрыта. На основании учения о служении Иисуса Христа в небесном святилище, Э. Уайт учила, что дверь в небесное святилище открыта, приверженцы Адвентистского движения должны включиться в благовестие. Впоследствии она настаивала на широкой миссионерской деятельности Церкви адвентистов седьмого дня.
В 1868 году была начата миссионерская деятельность в Калифорнии, куда отправился в качестве миссионера Джон Лофборо. В 1872 году Джеймс и Эллен Уайт отправились на это миссионерское поле и там периодически проживали в течение нескольких месяцев. В 1874 году официальный миссионер Церкви адвентистов седьмого дня отправился в Европу для продвижения учения Церкви адвентистов седьмого дня. В 1885 году Эллен Уайт отправилась в Европу, где осуществила три миссионерских путешествия по странам Европы. В 1891 году Эллен Уайт отправилась в Австралию, где на протяжении 9 лет совершала служение, посещая Новую Зеландию и другие острова.
Писательская деятельность
После возвращения из Австралии в 1900 году Эллен Уайт посвящала больше времени писательской деятельности. На последний период её жизни приходится написание многих её книг.

## Основные труды
- Steps to Christ (1892) (Путь ко Христу) — описан личный опыт христианина, стремящегося иметь близкие отношения с Богом.
- Christ’s Object Lessons (1900) (Наглядные уроки Христа) — изложены притчи Христа и суть их учения.
- Education (1903) (Воспитание) — представлены принципы воспитания и образования.
- The Ministry of Healing (1905) (Служение исцеления) — советы по здоровому образу жизни и уходу за больными.
- Thoughts from the Mount of Blessing (1896) (Нагорная проповедь) — значение проповеди Иисуса Христа, сказанной на горе.
- Конфликт веков (серия книг в 5 томах):
- Patriarchs and Prophets (1890) (Патриархи и пророки), освещает библейский период от книги Бытие до Царств.
- Prophets and Kings (1917) (Пророки и цари), описывает библейский период от царствования царя Соломона до последней книги Ветхого Завета.
- The Desire of Ages (1898) (Желание веков), о жизни и служении Иисуса Христа.
- The Acts of the Apostles (1911) (Деяния апостолов)[11], описывает жизнь и деятельность 12-ти апостолов и Ранней христианской Церкви.
- The Great Controversy (1858, 1884, 1888, 1911), (Великая борьба), об истории христианской церкви в свете борьбы между добром и злом — между Христом и сатаной.

На протяжении своей жизни Эллен Уайт написала более 5000 статей, 40 книг, описала более 2000 феноменальных явлений, которые по своему убеждению она называла видениями, а также были созданы её рукописи объёмом более 50 000 рукописных страниц. Из опубликованных по-русски книг наиболее известна её книга «Великая борьба» (1859).
В настоящее время[когда?] труды (рукописи)  Эллен Уайт хранятся в организации «Ellen G. White Estate» (США, Вашингтон), которая владеет всеми правами на издание и редактирование её текстов и проводит редакторскую корректировку издаваемых публикаций.

## Позиция Церкви адвентистов седьмого дня относительно духовного наследия Эллен Уайт
Священное Писание свидетельствует о том, что одним из даров Святого Духа является пророчество. Этот дар является отличительной чертой Церкви «остатка», и мы верим, что он проявился в служении Эллен Г. Уайт. Её труды обладают пророческим авторитетом, принося Церкви утешение, руководство, наставление и исправление. Они также ясно показывают, что Библия является единственным мерилом, которым следует проверять каждое учение и каждый опыт (Числ. 12:6; 2 Пар. 20:20; Ам. 3:7; Иоиль 2:28, 29; Деян. 2:14—21; 2 Тим. 3:16, 17; Евр. 1:1—3; Откр. 12:17; 19:10; 22:8, 9)Официальный сайт Церкви Христиан Адвентистов Седьмого Дня
Я взяла драгоценную Библию и окружила её несколькими Свидетельствами для Церкви, которые были даны народу Божьему. Здесь, сказала я, рассмотрены дела почти всех людей и указаны грехи, которых им необходимо избегать. Здесь они могут найти нужный совет, данный другим людям, прежде находившимся в похожих обстоятельствах. Богу было угодно давать вам заповедь на заповедь и правило на правило. Но немногие из вас знакомы с содержанием Свидетельств. Вы плохо знаете Писания. Если бы вы задались целью изучить Слово Божье, захотели бы соответствовать библейским нормам и устремились к христианскому совершенству, то вам не понадобились бы Свидетельства. Но именно потому, что вы пренебрегали богодухновенной Книгой, Господь попытался достичь ваших сердец простыми, прямыми свидетельствами, направляющими ваше внимание на вдохновенные слова, которым вы не желали повиноваться, и призывающими вас строить свою жизнь сообразно Его чистым и возвышенным учениям. Господу угодно через эти свидетельства предостеречь вас, обличить, дать совет, дабы вы поняли важность истины, содержащейся в Его Слове. Письменные свидетельства предназначены не для того, чтобы дать новый свет, но наиболее ярко запечатлеть в сознании уже открытые вдохновенные истины. Долг человека по отношению к Богу и ближнему ясно определён в Слове Божьем, однако лишь некоторые из вас повинуются данному свету. Новая истина не открывается, но Бог через Свидетельства упрощает ранее данные великие истины и излагает их людям, как Ему угодно, чтобы пробудить сознание людей и произвести на них впечатление и чтобы никто не мог оправдывать себя незнанием истиныСвидетельства для Церкви, том 2 (стр. 605.1)
Бог дал тебе свидетельство, чтобы осветить перед отступником и грешником его истинное состояние и чтобы он понял, как много потеряет, если и дальше будет жить во грехе. Бог производит на тебя определённое впечатление, открывая происходящее твоему взору, как никому другому из ныне живущих, и ты будешь отвечать перед Ним за весь тот свет, который Он тебе дал. "Не воинством и не силою, но Духом Моим, говорит Господь Саваоф" (Захарии 4:6). Возвысь голос твой, подобно трубе, и укажи народу Моему на беззакония их, и дому Израилеву — на грехи их"Свидетельства для Церкви, том 2 (стр. 608.2)

## Критика
Притязания Эллен Уайт на обладание пророческим даром вызывали возражение и критику на протяжении её жизни и после смерти. Первыми критиками были её единоверцы, которые в первые годы её служения проявляли непонимание этого феномена и недоверие. Авторами жёсткой критики стали отпавшие адвентисты. Один из них — бывший адвентистский служитель Дадли Кэнрайт (Dudley Canright), который опубликовал книгу со своей исповедью и критикой Церкви адвентистов седьмого дня и Эллен Уайт. Уолтер Р. Мартин в период 1940—1950-е годы критиковал учение Церкви АСД, в том числе Эллен Уайт. Известными критиками являются кальвинист Энтони Хукема (Anthony A. Hoekema) и евангелист Эдмонд Грусс (Edmond C. Gruss). Позже с критикой против Эллен Уайт выступал бывший адвентистский служитель Уолтер Ри (Walter Rea), который после выхода из Церкви АСД в 1980 году стал ярым критиком и изложил свою позицию в книге «Белая ложь» (The White Lie). Представители других[кто?] христианских конфессий критически оценивают взгляды Эллен Уайт и не признают её претензий на обладание пророческим даром. Некоторые[какие?] её высказывания были названы лжепророчествами. Согласно утверждениям богословов АСД, при всём многообразии критики её трудов и высказываний, каких-либо достоверных доказательств наличия обмана в её произведениях критиками не было представлено.
На возражения, обвинения и критику официальная Церковь АСД и Центр литературного наследия Эллен Уайт выступали с различными[какие?] документами и заявлениями. Один из обширных апологетических трудов с ответами на критику — книга Фрэнсиса Никола «Эллен Уайт и её критики» (1951).